# Franklin (Arizona)
Franklin es un lugar designado por el censo ubicado en el condado de Greenlee en el estado estadounidense de Arizona. En el Censo de 2010 tenía una población de 92 habitantes y una densidad poblacional de 35,45 personas por km².

## Geografía
Franklin se encuentra ubicado en las coordenadas 32°40′37″N 109°4′19″O / 32.67694, -109.07194. Según la Oficina del Censo de los Estados Unidos, Franklin tiene una superficie total de 2.6 km², de la cual 2.6 km² corresponden a tierra firme y (0%) 0 km² es agua.

## Demografía
Según el censo de 2010, había 92 personas residiendo en Franklin. La densidad de población era de 35,45 hab./km². De los 92 habitantes, Franklin estaba compuesto por el 96.74% blancos, el 0% eran afroamericanos, el 1.09% eran amerindios, el 0% eran asiáticos, el 0% eran isleños del Pacífico, el 0% eran de otras razas y el 2.17% pertenecían a dos o más razas. Del total de la población el 15.22% eran hispanos o latinos de cualquier raza.